# Mammilla mikawaensis
Mammilla mikawaensis is een slakkensoort uit de familie van de Naticidae. De wetenschappelijke naam van de soort is voor het eerst geldig gepubliceerd in 1961 door Azuma.